# Spheginobaccha humeralis
Spheginobaccha humeralis är en tvåvingeart som först beskrevs av Sack 1926.  Spheginobaccha humeralis ingår i släktet Spheginobaccha och familjen blomflugor. Inga underarter finns listade i Catalogue of Life.